# El alegre bebedor (Judith Leyster)

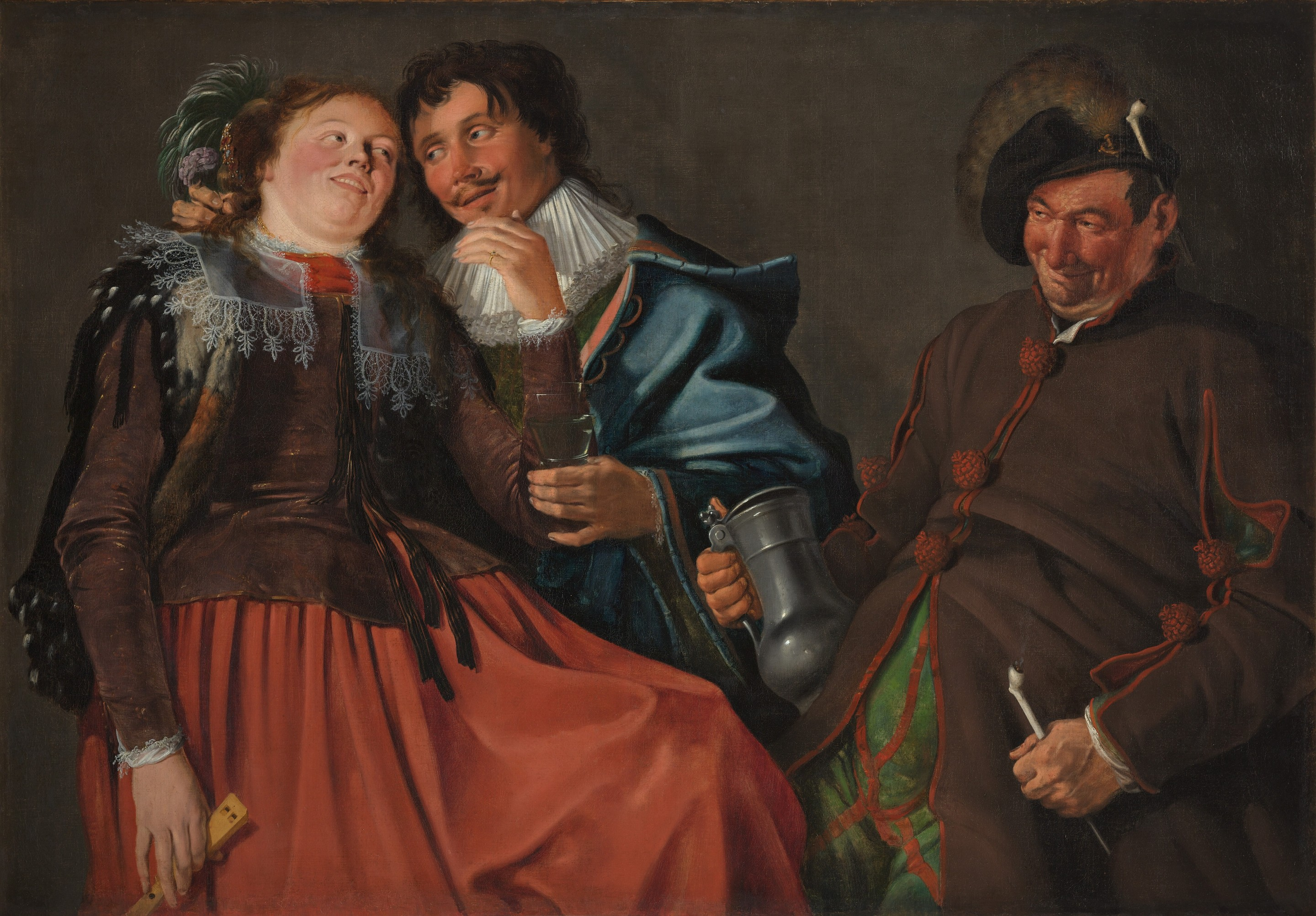
Hendrick Pot, Alegre compañía, Museo Boijmans Van Beuningen. Peeckelhaering está sentado a la derecha con una jarra y una pipa.

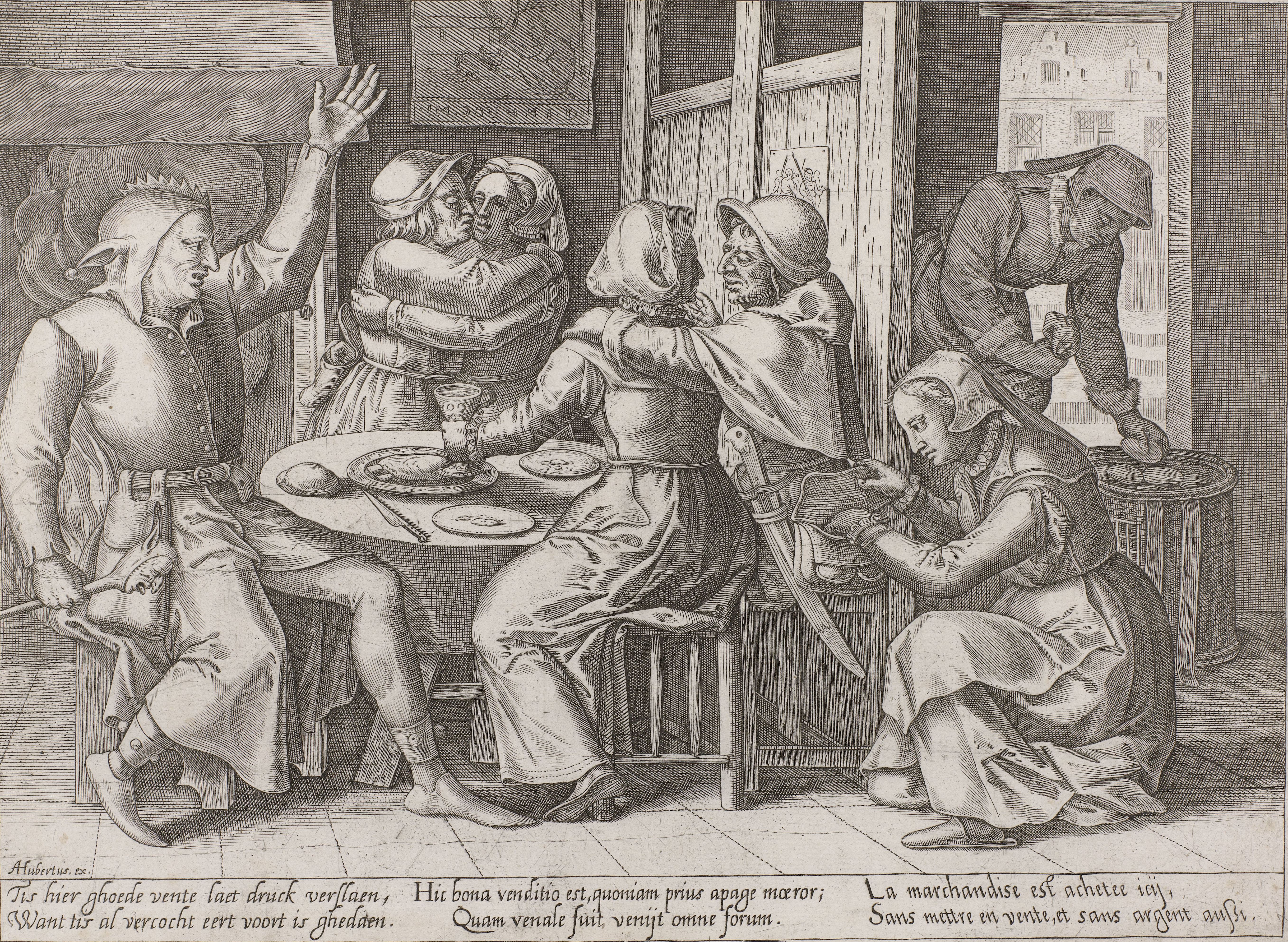
Un precursor del Peeckelhaering en el siglo XVI: Adriaen Huybrechts (I) según Cornelis Massys, Compañía de bebedores con bufón, grabado, Rijksmuseum, Ámsterdam.

El alegre bebedor o Peeckelhaering es una pintura de Judith Leyster de 1629.

## Descripción
Judith Leyster probablemente representó aquí al bufón Peeckelhaering, o más precisamente: un actor en el papel de Peeckelhaering. Porque el rostro de la figura es tan expresivo y detallado que parece un retrato. Hendrick Pot representó a un personaje similar en su pintura Alegre compañía, que creó inspirándose en Frans Hals y Leyster. La pintora lo representa además como un "kannenkijker", uno que mira dentro de su jarra vacía, esperando más y que a menudo funcionaba como alegoría de la codicia. En la mesa útiles para fumar: un pequeño brasero, la pipa y tabaco.
Peeckelhaering era el bufón del teatro popular de Haarlem. Un alegre bebedor que tenía que "enjuagarse" constantemente la "garganta seca" por comer arenque salado. 
Si Leyster pintó a un comediante en el papel de Peeckelhaering, Frans Hals pudo haber también presentado a otros dos actores de Haarlem, cada uno dándole su propio toque al personaje de Peeckelhaering, con su propia ropa y atributos. Por un lado la figura del traje rojo y amarillo antiguamente conocido como "El mulato" y también pintado por Dirck Hals, y por otro lado un hombre algo mayor con barba, que también fue representado por el artista de Róterdam Willem Buytewech (Buytewech era de esa ciudad, pero vivió en Haarlem en los años 1612-1617). La apariencia y vestimenta de Peeckelhaering (y otros personajes del teatro popular holandés) no eran fijos y el actor podía darle su propia interpretación. Sin embargo, siempre era reconocible por sus atributos: una jarra de vino, una pipa y un traje holgado bufonesco. A veces, las referencias eran más explícitas; con una ristra de salchichas, huevos y arenques salados colgando de los hombros, como en Martes de carnaval de Frans Hals, donde otro personaje arquetípico, Hans Worst, también está presente. Los precursores de las representaciones de los pintores de Haarlem incluyen las escenas de burdeles del siglo XVI con bufones de Lucas van Leyden y Cornelis Massys.

## Peeckelhaering en otros pintores

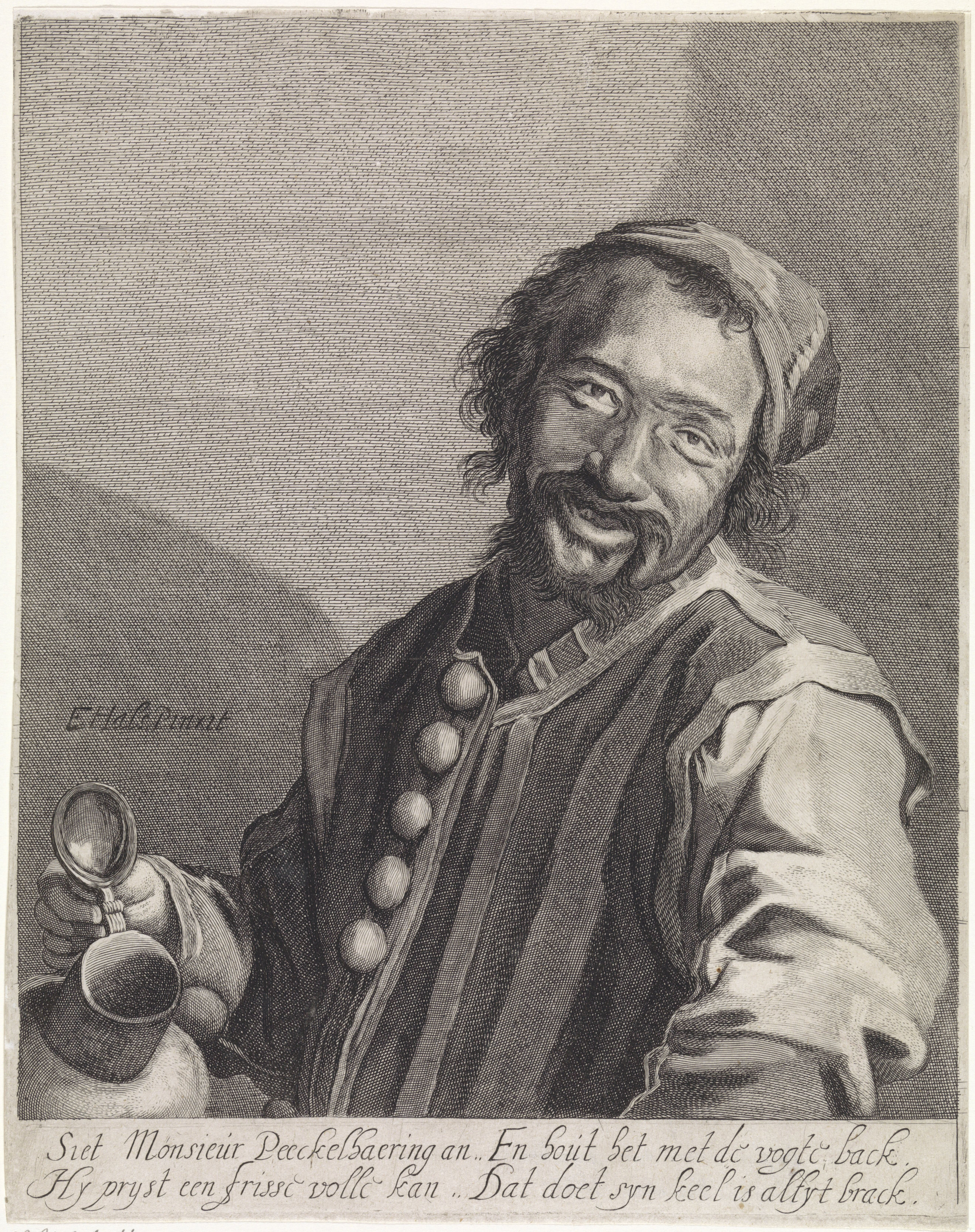
Jonas Suyderhoef según Frans Hals, Monsieur Peeckelhaering, Rijksmuseum Ámsterdam.
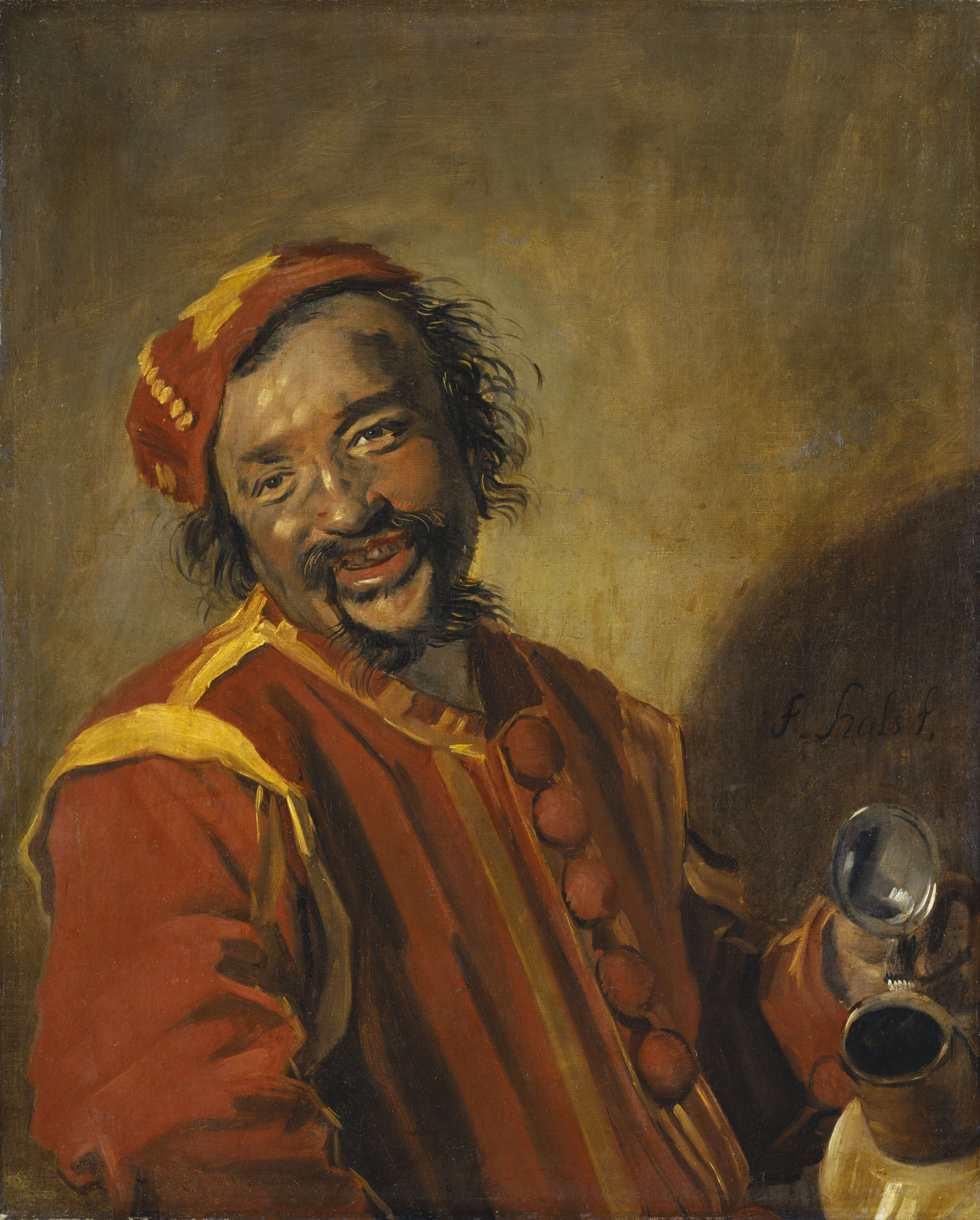
Frans Hals, Peeckelhaering, ca. 1628, Schloss Wilhelmshoehe, Kassel.
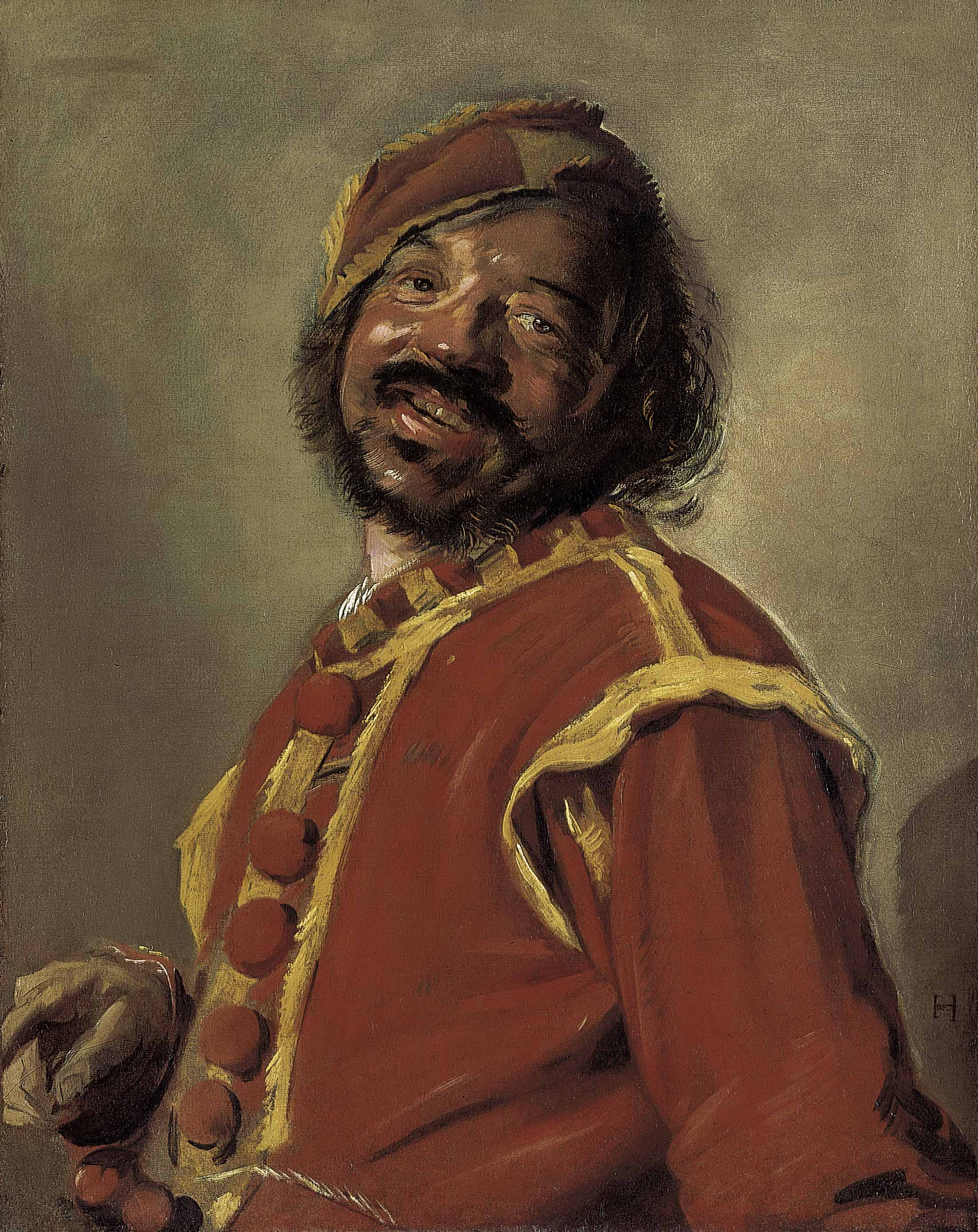
Frans Hals, "El mulato", c. 1628, Museo de Bildenden Kunst, Leipzig.
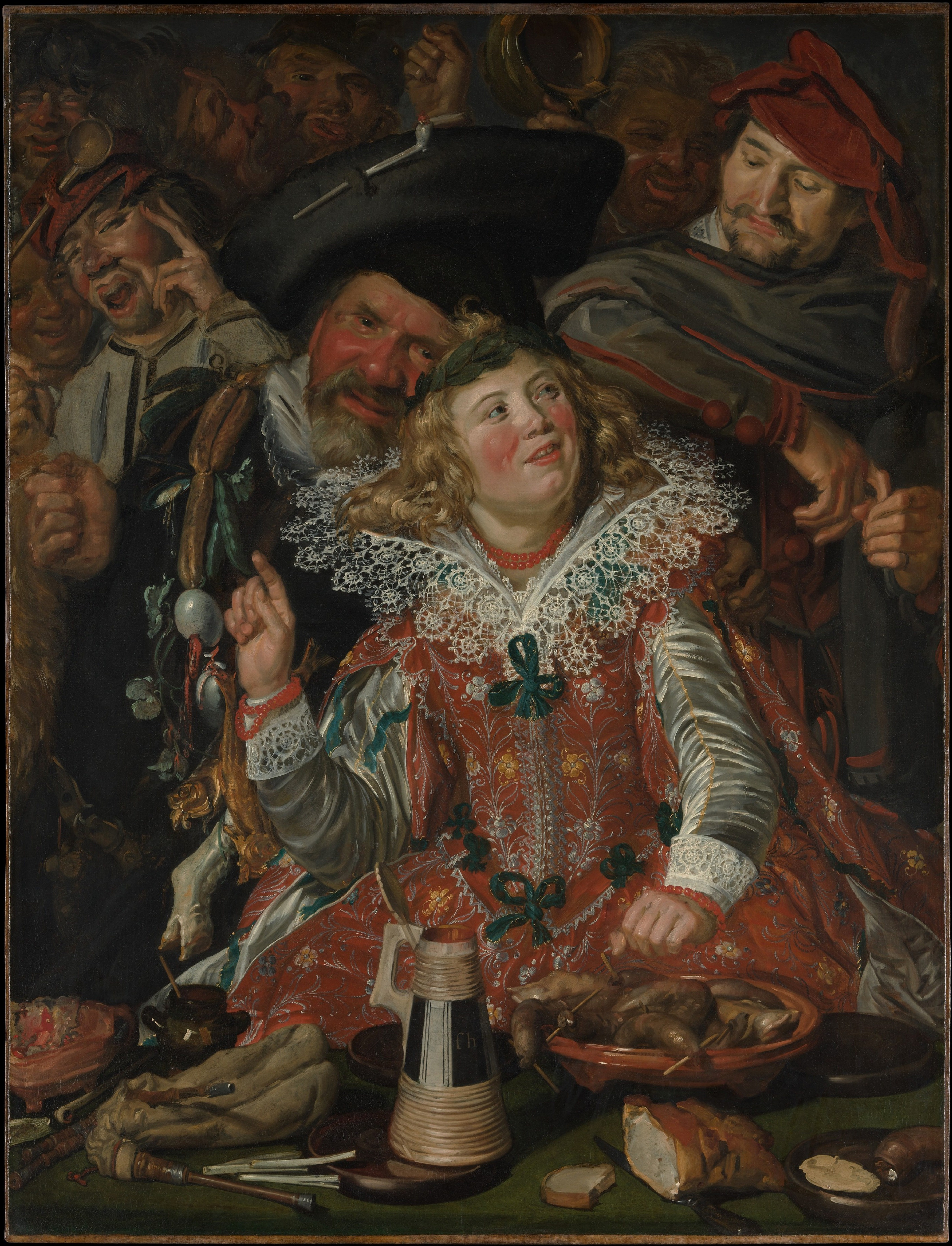
Frans Hals, Martes de carnaval, c. 1616-1617, Museo Metropolitano de Arte, Nueva York.
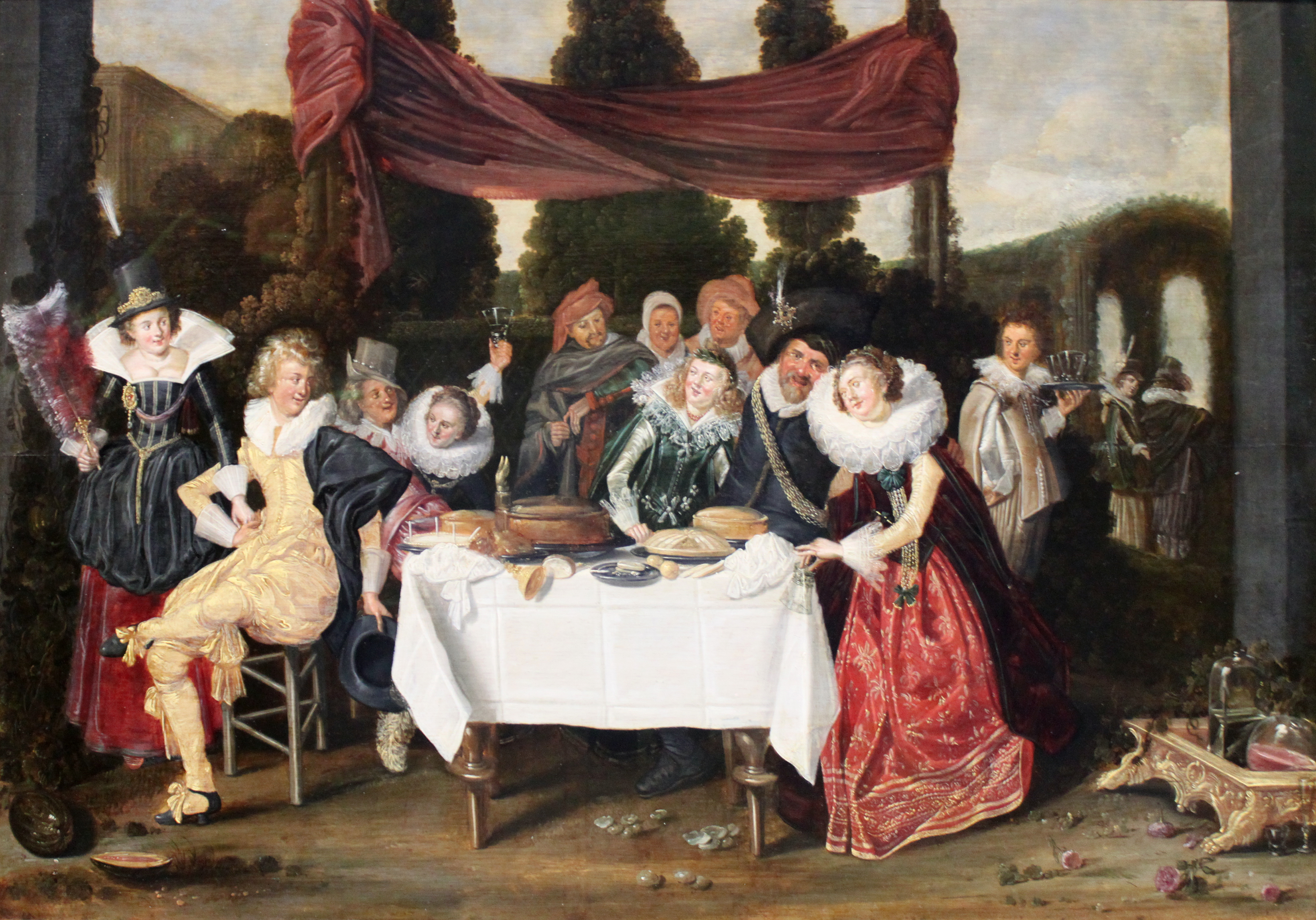
Dirck Hals, Alegre compañía, ca. 1620, Museo Stadel, Frankfurt.
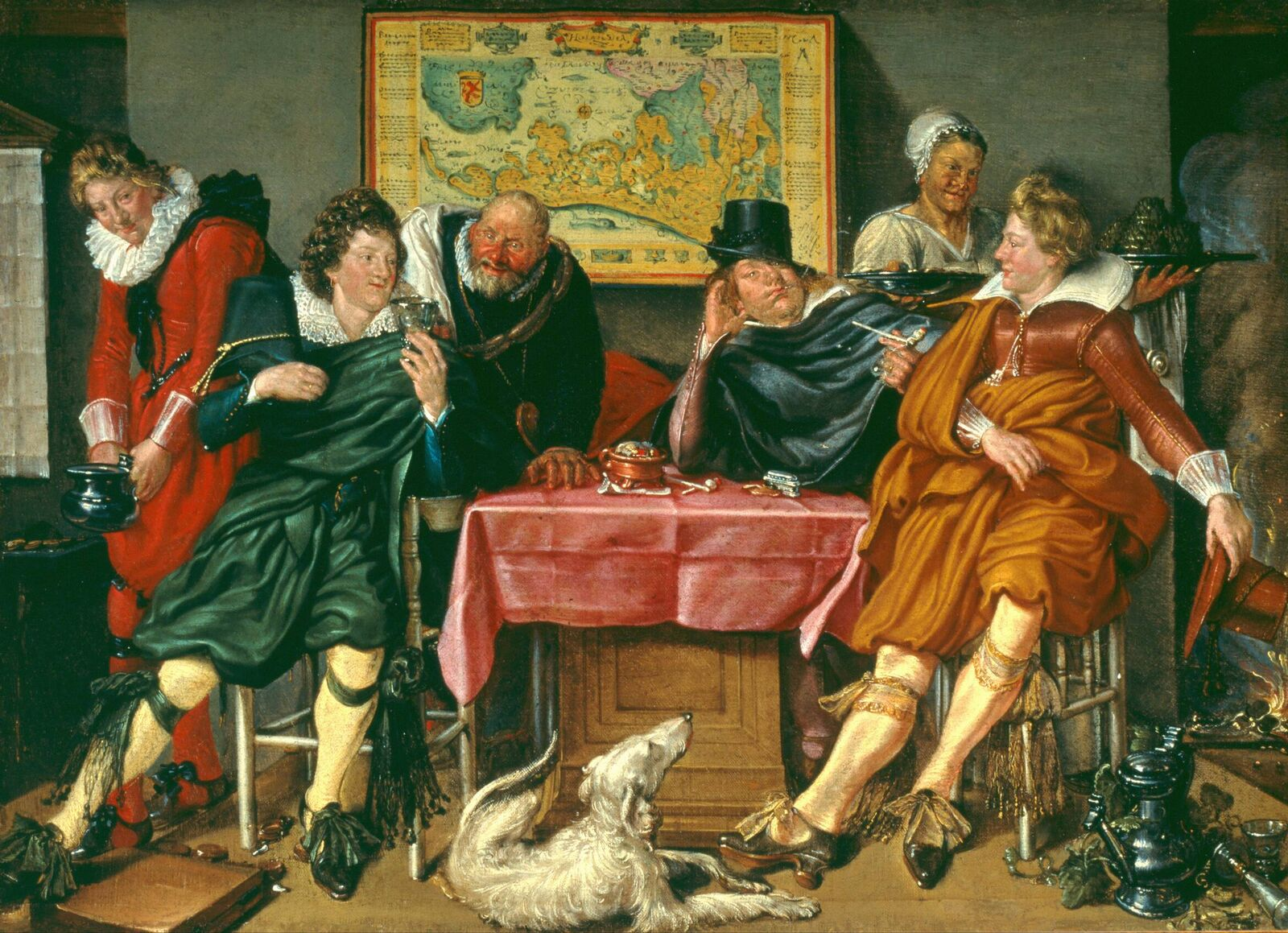
Willem Buytewech, Alegre compañía, c. 1620, Museum Boijmans Van Beuningen, Rotterdam. Peeckelhaering es el anciano detrás de la mesa, con una ristra de salchichas.

## Origen
La pintura fue subastada en París en 1890 en el Hôtel Drouot, luego de lo cual fue comprada en 1897 por el Rijksmuseum de Ámsterdam a través del concesionario de arte F. Kleinberger de París. Inicialmente creída un Frans Hals, la obra fue atribuida a Leyster por la investigadora Juliane Harms en 1927.